# Englische Frauen-Cricket-Nationalmannschaft in Australien in der Saison 2017/18
Die Tour der englischen Frauen-Cricket-Nationalmannschaft nach Australien in der Saison 2017/18 fand vom 22. Oktober bis zum 21. November 2017 statt. Die internationale Cricket-Tour war Bestandteil der Internationalen Cricket-Saison 2017/18 und umfasste einen WTest, drei WODIs und drei WTwenty20s. Australien gewann die WTwenty20-Serie mit 2–1, England die WODI-Serie mit 2–1, während die Test-Serie 0–0 unentschieden endete.

## Vorgeschichte
Australien spielte zuvor eine Tour gegen Indien, während es für England die erste Tour der Saison war. Das letzte Aufeinandertreffen der beiden Mannschaften bei einer Tour fand in der Saison 2019 in England statt. Ursprünglich sollte die Tour eine Woche später starten, wurde jedoch auf Grund der Quarantänebedingungen vor dem Women’s Cricket World Cup 2022 vorgezogen.

## Stadien
Die folgenden Stadien wurden für die Austragung der Tour ausgewählt.
| Stadion                             | Stadt         | Kapazität | Spiele            |
| ----------------------------------- | ------------- | --------- | ----------------- |
| Allan Border Field                  | Brisbane      | 2.500     | 1. WODI           |
| Manuka Oval                         | Canberra      | 12.000    | 2. & 3. WT20      |
| Coffs Harbour International Stadium | Coffs Harbour | 10.000    | 2. & 3. WODI      |
| North Sydney Oval                   | Sydney        | 16.500    | 1. WTest; 1. WT20 |

## Kaderlisten
England benannte seine Kader am 26. September 2017.
Australien benannte seinen WTest- und WODI-Kader am 10. Oktober und ihren WTwenty20-Kader am 14. November 2017.
| WTest | WTest | WODI | WODI | WTwenty20 | WTwenty20 |
| Australien | England | Australien | England | Australien | England |
| --- | --- | --- | --- | --- | --- |
| - Rachael Haynes (K) - Alex Blackwell - Nicole Bolton - Lauren Cheatle - Ashleigh Gardner - Alyssa Healy (wk) - Jess Jonassen - Tahlia McGrath - Beth Mooney - Ellyse Perry - Megan Schutt - Elyse Villani - Amanda-Jade Wellington | - Heather Knight (K) - Tammy Beaumont - Katherine Brunt - Kate Cross - Sophie Ecclestone - Georgia Elwiss - Natasha Farrant - Jenny Gunn - Alex Hartley - Danielle Hazell - Amy Jones - Laura Marsh - Anya Shrubsole - Natalie Sciver - Sarah Taylor (wk) - Fran Wilson - Lauren Winfield - Danni Wyatt | - Rachael Haynes (K) - Sarah Aley - Kristen Beams - Alex Blackwell - Nicole Bolton - Lauren Cheatle - Ashleigh Gardner - Alyssa Healy (wk) - Jess Jonassen - Delissa Kimmince - Tahlia McGrath - Beth Mooney - Ellyse Perry - Megan Schutt - Molly Strano - Elyse Villani - Amanda-Jade Wellington | - Heather Knight (K) - Tammy Beaumont - Katherine Brunt - Kate Cross - Sophie Ecclestone - Georgia Elwiss - Natasha Farrant - Jenny Gunn - Alex Hartley - Danielle Hazell - Amy Jones - Laura Marsh - Anya Shrubsole - Natalie Sciver - Sarah Taylor (wk) - Fran Wilson - Lauren Winfield - Danni Wyatt | - Rachael Haynes (K) - Sarah Aley - Alex Blackwell - Ashleigh Gardner - Alyssa Healy (wk) - Jess Jonassen - Delissa Kimmince - Beth Mooney - Ellyse Perry - Megan Schutt - Molly Strano - Elyse Villani - Amanda-Jade Wellington | - Heather Knight (K) - Tammy Beaumont - Katherine Brunt - Kate Cross - Sophie Ecclestone - Georgia Elwiss - Natasha Farrant - Jenny Gunn - Alex Hartley - Danielle Hazell - Amy Jones - Laura Marsh - Anya Shrubsole - Natalie Sciver - Sarah Taylor (wk) - Fran Wilson - Lauren Winfield - Danni Wyatt |

## Tour Matches
| 3. – 5. November Scorecard | Sydney (ISP) | England 231 (71) & 305-7d (96) | – | Cricket Australia Women’s XI 271 (93) & 182-7 (40) |
|                            |              | Remis                          |   |                                                    |

| 15. November Scorecard | Sydney (DO) | England 146-5 (20)          | – | Australia Governor-General's XI 56 (19) |
|                        |             | England gewinnt mit 90 Runs |   |                                         |

## Women’s One-Day Internationals

### Erstes WODI in Brisbane
| 22. Oktober Scorecard | Brisbane (ABF) | England 228-9 (50)               | – | Australien 231-8 (49.1) |
|                       |                | Australien gewinnt mit 2 Wickets |   |                         |

Australien gewann den Münzwurf und entschied sich als Feldmannschaft zu beginnen. Für England waren die besten Batterinnen Lauren Winfield mit 48 Runs und Natalie Sciver mit 36 Runs. Beste Bowlerin für Australien war Ashleigh Gardner mit 3 Wickets für 47 Runs. Für Australien konnte Alex Blackwell ein Half-Century über 67 Runs erreichen. Beste Bowlerinnen für England waren Alex Hartley mit 2 Wickets für 40 Runs und Katherine Brunt mit 2 Wickets für 47 Runs. Als Spielerin des Spiels wurde Alex Blackwell ausgezeichnet.

### Zweites WODI in Coffs Harbour
| 26. Oktober Scorecard | Coffs Harbour | Australien 296-6 (50)                       | – | England 209 (42.2/46) |
|                       |               | Australien gewinnt mit 75 Runs (D/L method) |   |                       |

England gewann den Münzwurf und entschied sich als Feldmannschaft zu beginnen. Für Australien konnten die Eröffnungs-Batterinnen Nicole Bolton und Alyssa healy eine erste Partnerschaft aufbauen. Nachdem Healy nach einem Half-Century über 56 Runs ausgeschieden war, folgte ihr Ellyse Perry. Bolton verlor nach einem Fifty über 66 Runs ihr Wicket und Perry setzte das Innings mit Kapitänin Rachael Haynes fort. Nachdem perry nach 67 Runs ausgeschieden war, konnte Haynes das Innings mit einem ungeschlagenen Half-Century über 89* Runs beenden. Beste englische Bowlerin war Jenny Gunn mit 4 Wickets für 55 Runs. Für England konnten Sarah Taylor und Heather Knight eine erste Partnerschaft aufbauen. Nachdem Taylor nach 26 Runs und Knight nach 36 Runs ausscheiden kam es zu einer neuen Partnerschaft zwischen Fran Wilson und Katherine Brunt. Wilson schied nach 37 Runs aus und Brunt nach einem Half-Century über 52 Runs aus. Anya Shrubsole konnte zwar noch 21 Runs hinzufügen, was jedoch nicht zum Sieg reichte. Beste australische Bowlerin war Megan Schutt mit 4 Wickets für 26 Runs. Als Spielerin des Spiels wurde Rachel Haynes ausgezeichnet.

### Drittes WODI in Coffs Harbour
| 29. Oktober Scorecard | Coffs Harbour | England 284-8 (50)                       | – | Australien 257-9 (48/48) |
|                       |               | England gewinnt mit 20 Runs (D/L method) |   |                          |

England gewann den Münzwurf und entschied sich als Schlagmannschaft zu beginnen. Für Australien konnte Eröffnungs-Batterin Tammy Beaumont zusammen mit Sarah Taylor eine erste Partnerschaft über 122 Runs ausbauen. Nachdem Taylor nach einem Fifty über 69 Runs ausgeschieden war, folgte ihr Kapitänin Heather Knight auf das Feld. Beaumont verlor nach einem Half-Century über 74 Runs ihr Wicket und von den verbliebenen Batterinnen war Jenny Gunn mit 15 Runs die erfolgreichste an der Seite von Knight. Knight schloss das Innings mit ungeschlagenen 88* Runs ab. Beste australische Bowlerin war Megan Schutt mit 4 Wickets für 44 Runs. Für Australien konnten Eröffnungs-Batterinnen Alyssa Healy und Nicole Bolton eine Partnerschaft über 118 Runs erzielen. Healy schied nach 71 Runs aus und wurde doch Ellyse Perry gefolgt. Bolton verlor nach einem Fifty über 62 Runs ihr Wicket und Perry schied nach 23 Runs aus. Nächste Spielerin, die sich etablieren konnte, war Alex Blackwell und an ihrer Seite erzielte Tahlia McGrath 17 Runs. Blackwill schied dann nach 37 Runs aus, die jedoch nicht ausreichten um die Vorgabe der Engländerinnen einzuholen. Beste englische Bowlerin war Alex Hartley mit 3 Wickets für 45 Runs. Als Spielerin des Spiels wurde Heather Knight ausgezeichnet.

## Women’s Tests

### Erster Test in Canberra
| 9. – 12. November Scorecard | Sydney (NSO) | England 280 (116) & 206 (105) | – | Australien 448 (166) |
|                             |              | Remis                         |   |                      |

England gewann den Münzwurf und entschied sich als Schlagmannschaft zu beginnen. Eine erste Partnerschaft bildete sich zwischen Eröffnungs-Batterin Tammy Beaumont und Heather Knight. Zusammen erreichten sie 104 Runs, bevor Beaumont nach einem Fifty über 70 Runs ausschied. Knight verlor nach 62 Runs ihr Wicket, bevor Georgia Elwiss 27 Runs, Natalie Sciver 18 Runs und Sarah Taylor 29 Runs erreichten. Daraufhin endete der Tag beim Stand von 235/7. Am zweiten Tag konnte Anya Shrubsole noch 20 Runs erreichen, bevor das Innings endete. Beste australische Bowlerin war Ellyse Perry mit 3 Wickets für 59 Runs. Für Australien erzielten die Eröffnungs-Batterinnen Nicole Bolton 24 Runs und Beth Mooney 27 Runs, bevor sich Ellyse Perry etablierte. An ihrer Seite erreichte Kapitänin Rachael Haynes 33 Runs, bevor sich eine Partnerschaft zusammen mit Alyssa Healy etablierte und der tag beim Stand von 177/5 endete. Am dritten Tag schied Healy nach 45 Runs, Tahlia McGrath nach 47 Runs und Jess Jonassen nach 24 Runs. Perry beendete das Inning ungeschlagen mit einem Double-Century über 213* Runs aus 374 Bällen. Beste Bowlerinnen für England waren Sophie Ecclestone mit 3 Wickets für 107 Runs und Laura Marsh mit 3 Wickets für 109 Runs. England beendete den Tag beim Stand von 40/0 ohne den Verlust einen Wickets. Am vierten Tag verloren Tammy Beaumont nach 37 Runs und Lauren Winfield nach 34 Runs ihr Wicket. Eine letzte Partnerschaft bildeten Heather Knight die ein half-Century über 79* Runs erreichte und Georgia Elwiss mit 41 Runs. Die Wickets erzielten Tahlia McGrath und Amanda-Jade Wellington. Als Spielerin des Spiels wurde Ellyse Perry ausgezeichnet.

## Women’s Twenty20 Internationals

### Erstes WTwenty20 in Sydney
| 17. November Scorecard | Sydney (NSO) | England 132-9 (20)               | – | Australien 134-4 (15.5) |
|                        |              | Australien gewinnt mit 6 Wickets |   |                         |

Australien gewann den Münzwurf und entschied sich als Feldmannschaft zu beginnen. Nachdem England früh drei Wickets verloren hatte, konnte sich Natalie Sciver etablieren die mit Danni Wyatt eine Partnerin fand. Sciver schied nach 26 Runs aus und wurde durch Fran Wilson gefolgt. Wyatt verlor nach einem Half-Century über 50 Runs ihr Wicket, während Wilson das Innings ungeschlagen mit 23* Runs beendete. Beste Bowlerin für Australien war Megan Schutt mit 4 Wickets für 22 Runs. Für Australien konnte sich Eröffnungs-Batterin Beth Mooney etablieren. An ihrer Seite erzielte Elyse Villani 17 Runs. Mooney konnte dann im 16. Over die Vorgabe mit einem Fifty über 86* Runs einholen. Vier englische Bolwerinnen erzielten jeweils ein Wicket. Als Spielerin des Spiels wurde Beth Mooney ausgezeichnet.

### Zweites WTwenty20 in Canberra
| 19. November Scorecard | Canberra | England 152-6 (20)          | – | Australien 112 (18) |
|                        |          | England gewinnt mit 40 Runs |   |                     |

England gewann den Münzwurf und entschied sich als Schlagmannschaft zu beginnen. Eröffnungs-Batterin Danni Wyatt erreichte 19 Runs, bevor Sarah Taylor und Natalie Sciver eine Partnerschaft etablieren konnten. Taylor schied nach 30 Runs aus und wurde durch Katherine Brunt ersetzt. Sciver verlor ihr Wicket nach 40 Runs und Brunt konnte das Innings mit ungeschlagenen 32* Runs beenden. Beste australische Bowlerin war Megan Schutt mit 2 Wickets für 16 Runs. Für Australien konnten Eröffnungs-Batterinnen Beth Mooney und Alyssa Healy eine erste Partnerschaft aufbauen. Mooney verlor nach 17 Runs ihr Wicket und Healy nach 24 Runs. Von den verbliebenen Batterinnen konnte Rachael Haynes 14 Runs und Delissa Kimmince 17 Runs erzielen, was jedoch nicht reichte die Vorgabe einzuholen. Beste englische Bowlerin war Jenny Gunn mit 4 Wickets für 13 Runs. Als Spielerin des Spiels wurde Katherine Brunt ausgezeichnet.

### Drittes WTwenty20 in Canberra
| 21. November Scorecard | Canberra | Australien 178-2 (20)         | – | England 181-6 (19) |
|                        |          | England gewinnt mit 4 Wickets |   |                    |

England gewann den Münzwurf und entschied sich als Schlagmannschaft zu beginnen. Von den Eröffnungs-Batterinnen konnte sich Beth Mooney etablieren. An ihrer Seite erzielten Alyssa Healy 19 Runs, Elyse Villani 16 Runs und Ellyse Perry 22* Runs. Mooney beendete das Innings ungeschlagen mit einem Century über 117* Runs aus 70 Bällen. Die australischen Wickets erzielten Katherine Brunt und Sophie Ecclestone. Für England etablierte sich Eröffnungs-Batterin Danni Wyatt. An ihrer Seite erreichte Heather Knight ein Fifty über 51 Runs, bevor Wyatt nach einem Century über 100 Runs aus 67 Bällen ausschied. Kurz darauf konnte England die Vorgabe einholen. Beste australische Bowlerinnen waren Jess Jonassen mit 2 Wickets für 25 Runs und Delissa Kimmince mit 2 Wickets für 30 Runs. Als Spielerin des Spiels wurde Danni Wyatt ausgezeichnet.

## Punktwertung
Die Ashes wurden nach einer Punktwertung vergeben. Im WTest gab es vier Punkte für einen Sieg, zwei für ein Remis, Unentschieden oder No Result und in den kurzen Spielformen zwei bzw. einen Punkt.
| Australien |            | England |
| ---------- | ---------- | ------- |
| 2          | WTests     | 2       |
| 2          | 1. WTest   | 2       |
| 4          | WODIs      | 2       |
| 2          | 1. WODI    | 0       |
| 2          | 2. WODI    | 0       |
| 0          | 3. WODI    | 2       |
| 2          | WTwenty20s | 4       |
| 2          | 1. WT20    | 0       |
| 0          | 2. WT20    | 2       |
| 0          | 3. WT20    | 2       |
| 8          | Gesamt     | 8       |

Da Australien die vorherige Ausgabe gewonnen hatte, blieb es im Besitz der Ashes.

## Auszeichnungen

### Player of the Series
Als Player of the Series wurden der folgende Spieler ausgezeichnet.
| Serie | Player of the Series |
| ----- | -------------------- |
| WTest | –                    |
| WODI  | –                    |
| WT20  | Heather Knight       |

### Player of the Match
Als Player of the Match wurden die folgenden Spielerinnen ausgezeichnet.
| Spiel    | Player of the Match |
| -------- | ------------------- |
| 1. WTest | Ellyse Perry        |
| 1. WODI  | Alex Blackwell      |
| 2. WODI  | Rachael Haynes      |
| 3. WODI  | Heather Knight      |
| 1. WT20  | Beth Mooney         |
| 2. WT20  | Katherine Brunt     |
| 3. WT20  | Danni Wyatt         |